# جاده ئی۸۰۴ اروپا
جاده ئی۸۰۴ اروپا (به انگلیسی: European route E804) یکی از جاده‌های درجه ۲ قاره اروپا است.
این جاده که در کشور اسپانیا قرار دارد از شهر بیلبائو شروع شده و در شهر ساراگوسا به پایان می‌رسد.